# Palazzo Betta Grillo
Palazzo Betta Grillo è un edificio di Rovereto risalente al Settecento. Residenza voluta dalla comunità di Lizzana durante il periodo della peste, nel 1630, è passato quasi subito in possesso della famiglia Betta ed in seguito della famiglia Grillo. Dal 2017 è entrato a far parte del patrimonio comunale della città della quercia.
A partire dal luglio 2020 il Palazzo è visitabile ogni primo e terzo sabato del mese grazie al progetto "Aperti per voi" del Touring Club Italiano.

## Storia

### Repubblica di Zinevra
All'inizio del XVII secolo il rione di Santa Maria si trovava all'interno dell'allora Borgo di San Tommaso e quindi sotto la giurisdizione amministrativa di Lizzana (oggi quartiere di Rovereto) sia spiritualmente sia civilmente. Tra Lizzana e Rovereto esisteva un certo campanilismo, e la zona a sud del torrente Leno era chiamata Repubblica di Zinevra in contrapposizione al nome col quale era nota Rovereto (città della quercia). Nella zona infatti crescevano anche spontaneamente molte piante di ginepro, in dialetto locale zinevro.

### Costruzione dell'edificio
Il progetto architettonico sembra essere stato ispirato dalla famiglia di architetti e costruttori Tacchi, attivi a Rovereto in quel periodo, in particolare per le analogie che l'edificio mostra con il quasi coèvo palazzo Rosmini-Balista a loro certamente attribuito.
La decisione di iniziare la sua costruzione si deve alla volontà di farne la sede ufficiale della Regola di Lizzana. Questo progetto tuttavia non si realizzò e, nelle prime decadi del Settecento, l'edificio fu messo all’asta ed acquistato dalla famiglia Betta.

### Proprietari storici
Dopo il comune di Lizzana subentrò quindi nella proprietà la famiglia Betta. Questa aggiunse al corpo originario un'ala per la servitù, unita perpendicolarmente sul lato est, in modo da racchiudere lo spazio dei giardini, e fece costruire anche le scuderie.
Verso la fine del secolo successivo la famiglia Betta vendette il palazzo che fu acquistato dalla famiglia Grillo.
L'ultima proprietaria, Maria Angelica Grillo, lo ha ceduto al comune di Rovereto nel 2017 e, in segno di riconoscenza, è stata posta una targa all'ingresso del salone del primo piano per ricordare questa benefattrice.

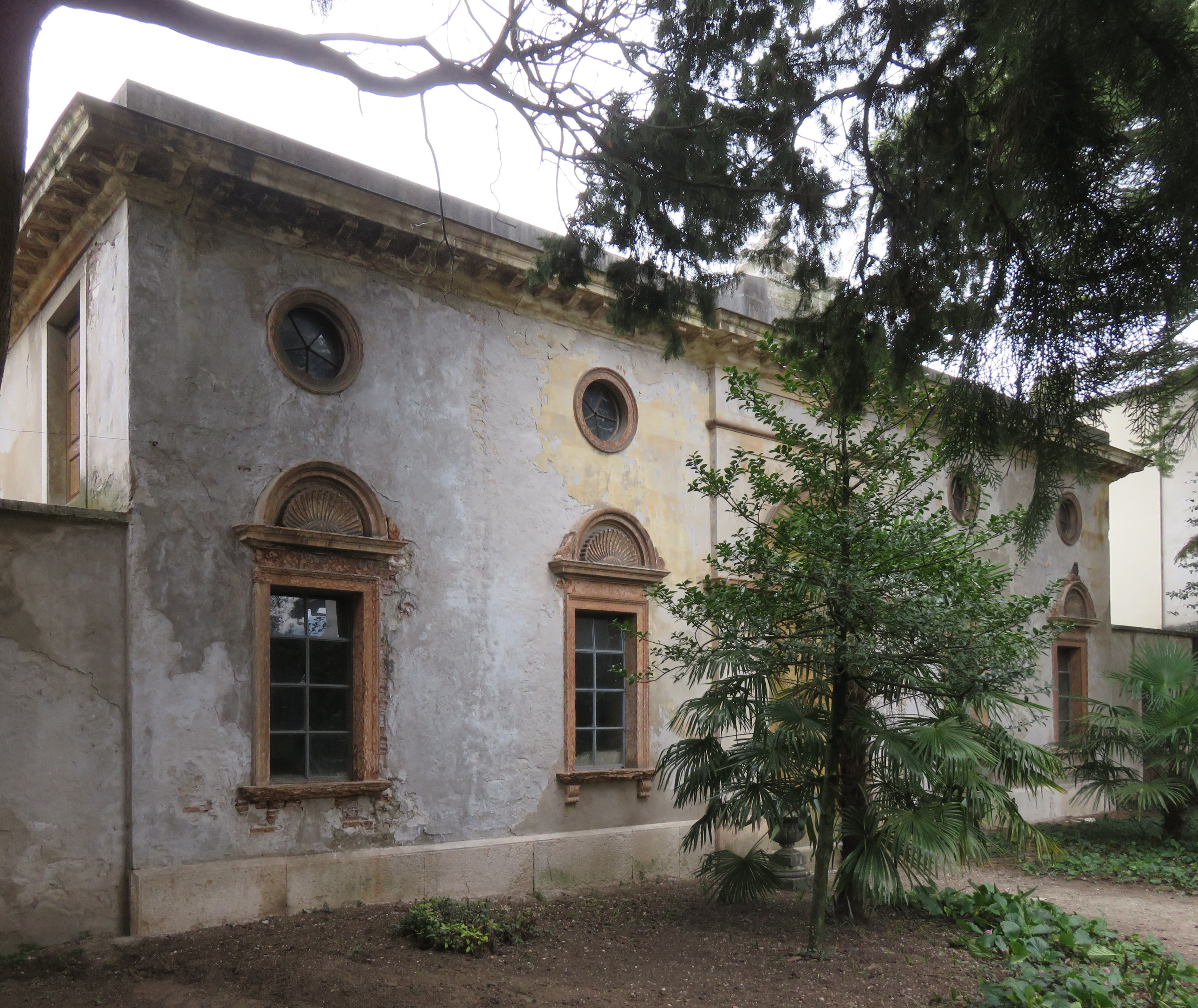
Scuderie di Palazzo Betta Grillo.

## Aspetti architettonici ed artistici

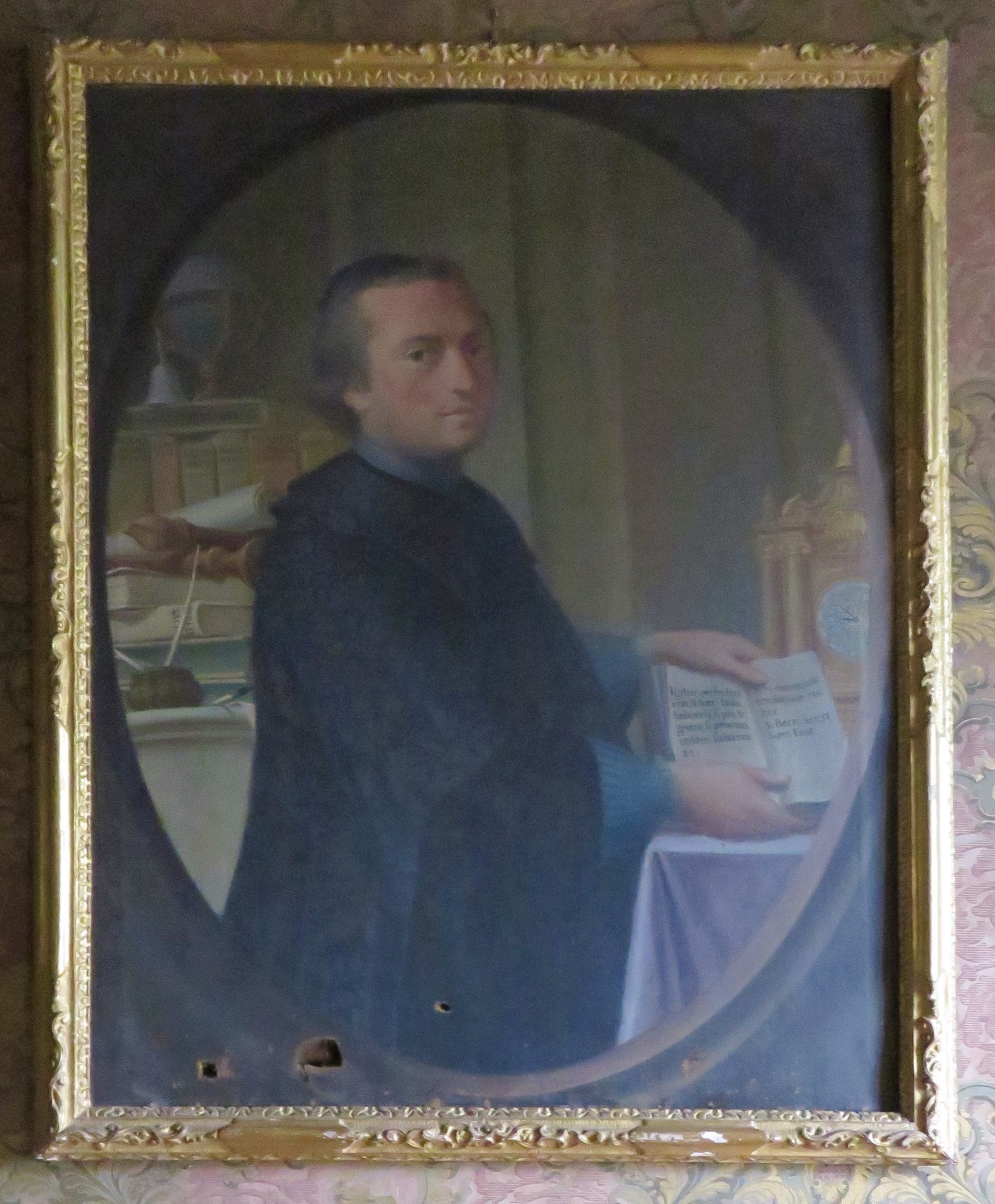
Ritratto di Felice Giuseppe Betta

Gli interni, specialmente nel piano nobile, sono curati e raffinati e raccolgono varie opere artistiche. Degni di nota, in particolare, due dipinti di grandi dimensioni del pittore saccardo Gaspare Antonio Baroni Cavalcabò.
Nella sala dei ritratti è presente un dipinto che raffigura probabilmente Felice Giuseppe Betta (1706-1765), membro illustre della famiglia, arciprete roveretano e uomo colto, molto ammirato da Girolamo Tartarotti e membro dell'Accademia Roveretana degli Agiati.